# Dormánd
Dormánd là một thị trấn thuộc hạt Heves, Hungary. Thị trấn này có diện tích 20,06 km², dân số năm 2010 là 1083 người, mật độ 54 người/km².